# 布坎南科納 (印第安納州)
布坎南科納（英語：Buchanan Corner）是位於美國印第安納州克萊縣的一個非建制地區。該地的面積和人口皆未知。

## 地理
布坎南科納的座標為39°11′33″N 87°1′12″W / 39.19250°N 87.02000°W，而該地的平均海拔高度為178米（即584英尺）。